# Алпака
 Тази статия е за сплавта от мед, никел и цинк.  За животното Алпака вижте Алпака (животно).  
Алпака̀ е търговското наименование на сплав от мед, цинк и никел, със съдържание на никел най-малко 5%. Обичайното съотношение е 60% мед, 20% цинк и 20% никел.

## Свойства
Алпаката е матовосива, корозиоустойчива, с добри механични качества (голяма твърдост, трудно се огъва или чупи). При полиране добива бляскава гладка повърхност, наподобяваща по външен вид тази на среброто, което се дължи на наличието на никел в сплавта.

## История
Алпаката се е използвала най-напред в Китай, където е претопявана от леснодостъпна непреработена руда. По време на династията Цин сплавта е била изнасяна контрабандно в различни части на Източното полукълбо, въпреки правителствената забрана за износа ѝ. Тя става позната на Запад от внесени китайски изделия, наричани байтонг (мандарин) или пактонг (кантонски език) (白 銅, букв. „бяла мед“), чийто сребрист метален цвят е използван за имитация на т. нар. стерлингово сребро (сребро с чистота над 92,5%).
Най-ранното споменаване на пактонга в Европа се отнася към 1597 г. От тогава и до края на XVIII в. има споменавания за него като внасян от Кантон в Европа.
През 1770 г. металургичен завод в германския град Зул успява да произведе аналогична сплав. През 1823 г. се провежда немски конкурс за усъвършенстване на производствения процес: целта е да се разработи сплав, която притежава най-близко визуално сходство със среброто. Братята Хенигер в Берлин и Ернст Август Гайтнер в Шнееберг независимо постигат тази цел. Производителят Berndorf дава на материала търговската марка Alpacca, под която материалът става широко известен в Северна Европа. Постепенно процесът се разпространява и в други части на света, но под различни имена: никелово сребро, мелхиор, немско сребро, аржентан, ново сребро (нойзилбер), никелов месинг.

## Приложение
Алпаката намира най-различни приложения: главно в телекомуникациите (особено в телефонната промишленост), за части на различни инструменти, за висококачествени арматурни и тръбни елементи и принадлежности, за ципове и т.н. Също така се използва за изработка на висококачествени гамби, които след това се полират многократно и чак тогава биват прилагани в употреба. Намира приложение и в енергетиката (клеми, пружини, съединители, контакти и т.н.), строителството (части за метални конструкции, кинкалерийни и декоративни артикули), както и в химическата и хранително-вкусовата промишленост (различни уреди). Поради някои свои свойства алпаката служи и за направа на прибори и посуда за хранене.
Последното приложение е широко разпространено в България преди 10 ноември 1989 г. поради засиленото производство и достъпността на съставките в бившия Съветски съюз.